# Kvarngöl (Gladhammars socken, Småland)
Kvarngöl är en sjö i Västerviks kommun i Småland och ingår i Botorpsströmmens huvudavrinningsområde. Sjöns area är 0,06 kvadratkilometer och den är belägen 39 meter över havet.